# Val d'Ansiei
Le val d'Ansièi ou val d'Ansiei est une vallée du Cadore dans les Dolomites (dans la province de Belluno) traversée dans toute sa longueur par le torrent éponyme qui prend naissance au lac de Misurina et qui se jette dans le Piave, à la localité de Treponti, après avoir traversé Misurina, Auronzo di Cadore et Cima Gogna.

## Géographie
Longue d'environ 31 km, la vallée est connue pour ses stations de vacances. Le centre le plus important et est la ville d'Auronzo, qui s'étend le long de la vallée. En la parcourant, il est possible d'apercevoir le groupe du Marmarole (2 932 m), l'Aiarnola (2 468 m), la Croda da Campo (2 712 m), la Croda dei Toni (3 094 m), les Tre Cime di Lavaredo (2 999 m), le groupe du Sorapiss (3 205 m), le groupe du Cristallo (3 221 m), les Cadini di Misurina (2 839 m) et le Punta dei Tre Scarperi (3 145 m).
La vallée est reliée à la station touristique de Cortina d'Ampezzo par la SS 48 par le passo Tre Croci. Elle est également accessible depuis le lac de Misurina et Dobbiaco au nord, ainsi que depuis la val Comelico par le col de Sant'Antonio.
Les principales vallées latérales sont :
- le val Giralba ;
- le val Marzon ;
- le val da Rin ;
- le val di San Vito.